# Église Saint-Loup-de-Sens de Marsa
Pour les articles homonymes, voir Église Saint-Loup.
L'église Saint-Loup-de-Sens de Marsa est une église fortifiée située en France à Marsa, dans le département de l'Aude en région Languedoc-Roussillon.
Le clocher a été inscrit au titre des monuments historiques en 1948.

## Description
Cet édifice est composé d'une nef unique de 21 mètres de long et 9 mètres de haut avec trois travées. La première de ces travées est adossée à un espace sur toute la largeur de la nef faisant office de niche au niveau du sol, de tribune au 1er étage et d'accès aux combles pour les deux derniers niveaux. Au-dessus du mur occidental, tourné vers le centre du village, un clocher-mur de 21 mètres a été bâti. La porte d'entrée est au Nord, elle est protégée par un porche. L'accès au cimetière à l'arrière de l'église se fait depuis ce porche.

## Localisation
L'église est située à Marsa, dans le département français de l'Aude.

## Historique
Cette église dédiée à « saint Loup de Sens » remonterait au XIIe siècle, voire à la fin du XIe siècle.
Elle est mentionnée parmi les dépendances de l'abbaye de Joucou, elle est citée en 1208, 1338 puis 1347. À partir de 1459, le chapitre de Saint-Paul-de-Fenouillet devient collateur à la cure.
À l'origine sa construction ne devait comportait qu'une nef unique plus basse que celle d'aujourd'hui. Elle a été rehaussée probablement au XIIIème ou au XIVe siècle, afin de la fortifier. Dans cette nouvelle partie haute, il est encore possible d'apercevoir de petites archères de défense. Des contreforts rendus nécessaires furent construits ultérieurement.
Son clocher mur date, lui, du XVIIe siècle.
Un document de 1550 indique que les habitants des hameaux voisins et de Quirbajou, avaient le droit de venir se réfugier à Marsa en temps de guerre.
Cette église n'a plus été restaurée depuis le 17 janvier 1892... Des travaux urgents sont nécessaires.